# Supercoppa spagnola 2007 (pallavolo maschile)
La Supercoppa spagnola 2007 si è svolta il 29 settembre 2007: al torneo hanno partecipato due squadre di club spagnole e la vittoria finale è andata per la seconda volta al Pòrtol.

## Regolamento
Le squadre hanno disputato una gara unica.

## Squadre partecipanti
| Squadra | Qualificazione                  | Ultima partecipazione    |
| ------- | ------------------------------- | ------------------------ |
| Pòrtol  | Vincitrice Coppa del Re 2006-07 | Supercoppa spagnola 2006 |
| Almería | Vincitrice SVM 2006-07          | Supercoppa spagnola 2006 |

## Torneo
| 29 settembre 2007 Pab. Emilio Amavisca, Laredo Durata: 1h:16 - Spettatori: ? | Pòrtol | 3 - 0 | Almería | 25-22, 25-22, 25-15 |